# Egnssamlingen for Østvendsyssel
 Der er for få eller ingen kildehenvisninger i denne artikel, hvilket er et problem. Du kan hjælpe ved at angive troværdige kilder til de påstande, som fremføres i artiklen.

Egnssamlingen for Østvendsyssel er et Egnsmuseum i landsbyen Try ved Dronninglund. Museet hed oprindeligt Try Museum og blev oprettet i 1929 af Frode fogt.
I 1962 blev det et officielt statsanderkendt museum og fra 1980 bliver museet en del af Østvendsyssels museer.
I 2017 bliver det besluttet at Try museum ikke længere skal være statsanderkendt og dermed stoppede statsstøtten. Det betød at det ikke længere kunne løbe rundt og derfor bliver Try Museum nedlagt.
En gruppe frivillige overtog driften ved årsskiftet 2017/2018 og siden har museet været drevet på frivillig basis under navnet Egnssamling for 
Museet består af en smedje, et urmagerhus med særudstillinger og Lille Knudsgaard. Lille Knudsgaard ligger overfor urmagerhuset på den anden side af vejen og er indrettet som en hjem i 1950erne. Ved siden af lille Knudsgaard ligger hovedbygningen hvor der ligger en søndagsskole og der er også der billetsalget foregår 
Museet har åbent Onsdag 10-12. Entré koster 25kr for voksne og gratis for børn. På eventdage er entré 50kr. Tjek hjemmesiden for events